# Zadole (województwo lubelskie)
Zadole – wieś w Polsce położona w województwie lubelskim, w powiecie opolskim, w gminie Opole Lubelskie.
W latach 1975–1998 miejscowość administracyjnie należała do ówczesnego województwa lubelskiego.
Wieś stanowi sołectwo w gminie Opole Lubelskie. Według Narodowego Spisu Powszechnego z roku 2011 wieś liczyła 175 mieszkańców.

## Urodzeni w Zadolu
- Stanisław Zdyb, polski taternik, wieloletni członek Tatrzańskiego Ochotniczego Pogotowia Ratunkowego (TOPR), fotograf, jeden z pierwszych producentów nart w Zakopanem; absolwent Szkoły Przemysłu Drzewnego, w której następnie pracował jako nauczyciel.